# Sociogramma di Moreno
Il sociogramma di Moreno, anche chiamato rilevazione sociometrica, è un metodo di osservazione indiretta usato particolarmente nelle scienze dell'educazione e nelle analisi sociali.
Il questionario sociometrico serve per analizzare la posizione di un individuo all'interno di un gruppo, fornire informazioni sulla situazione del gruppo e individuare i leader e gli emarginati.

## Utilizzo del metodo

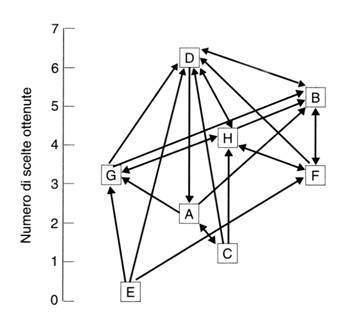

La metodologia può essere utilizzata per l'analisi di piccoli gruppi finalizzati, cioè  gruppi nei quali i componenti hanno uno scopo comune.
Il termine sociometria è creato da Jacob Levi Moreno, psicologo sociale e ufficiale medico, nel 1916.
La sociometria è la scienza che misura un certo tipo di comportamento interpersonale.
Si poggia sulla comune osservazione che, oltre lo scopo da raggiungere, un gruppo ha una struttura psicosociale non evidente e ufficiale, ma comunque viva, reale e dinamica.
La tecnica, quindi, non si occupa direttamente dei comportamenti manifesti, ma si avvale di un questionario per scoprire le relazioni interpersonali tra i componenti di un gruppo.
Il fine del questionario è quello di evidenziare la struttura psicosociale dei gruppi e di trascriverla in maniera oggettiva.
Questo metodo mette in luce le attrazioni e le repulsioni che ci sono tra i vari componenti di un gruppo, attraverso quattro item che chiedono a questi ultimi di esprimere la propria opinione in termini di rifiuto, di scelta o di indifferenza nei confronti degli altri componenti.
Il questionario  consiste nel chiedere a tutti i  membri di indicare in ordine decrescente  di preferenza  i compagni con i quali vorrebbero svolgere un'attività specifica (prima domanda) e al contrario con chi non vorrebbero assolutamente associarsi (seconda domanda).
Nel questionario sono contenute anche due domande di carattere percettivo, in cui ai soggetti viene chiesto di esprimere da quali degli altri soggetti pensano di essere stati selezionati e da quali no (terza e quarta domanda).